# Holding My Own
| Оценки критиков      | Оценки критиков                          |
| Источник             | Оценка                                   |
| -------------------- | ---------------------------------------- |
| Allmusic             | Holding My Own (англ.) на сайте AllMusic |
| Chicago Tribune      | [ 1 ]                                    |
| Entertainment Weekly | A-                                       |

Holding My Own — студийный альбом американского кантри-певца Джорджа Стрейта, вышедший 21 апреля 1992 года на лейбле MCA Records. Продюсером альбома был Джимми Боуэн и сам Стрейт. Альбом получил умеренные и положительные отзывы музыкальных критиков и он достиг № 5 в кантри-чарте Top Country Albums и № 33 в Billboard 200 (США), его тираж превысил 1 млн копий и он получил платиновый статус RIAA.

## Список композиций
1. «You’re Right, I’m Wrong» (Marty Stuart, Wayne Perry) — 2:34
2. «Holding My Own» (Dean Dillon, Pamela Belford) — 3:20
3. «Gone as a Girl Can Get» (Jerry Max Lane) — 3:15
4. «So Much Like My Dad» (Chips Moman, Bobby Emmons) — 3:26
5. «Trains Make Me Lonesome» (Paul Overstreet, Thom Schuyler) — 3:46
6. «All of Me (Loves All of You)» (Kim Williams, L. David Lewis, Monty Holmes) — 2:44
7. «Wonderland of Love» (Curtis Wayne) — 2:58
8. «Faults and All» (Carl Perkins) — 2:41
9. «It’s Alright with Me» (Jackson Leap) — 2:50
10. «Here We Go Again» (Don Lanier, Red Steagall) — 2:53

## Позиции в чартах
| Чарт (1992)                       | Высшая позиция |
| --------------------------------- | -------------- |
| U.S. Billboard Top Country Albums | 5              |
| U.S. Billboard 200                | 33             |
| Canadian RPM Country Albums       | 17             |